# Othmar Knapp
Othmar Knapp (* 31. Oktober 1940 in Groß Gerungs; † 26. April 2008 in Waidhofen an der Thaya) war ein österreichischer Politiker (ÖVP) und kaufmännischer Angestellter. Er war von 1992 bis 1993 Abgeordneter zum Landtag von Niederösterreich.

## Leben
Knapp besuchte nach der Volksschule eine Hauptschule und absolvierte im Anschluss eine Handelsschule. Er arbeitete als kaufmännischer Angestellter und wirkte zwischen 1972 und 1992 als Bezirksparteisekretär. Zudem war er ab 1975 Gemeinderat in Raabs an der Thaya, ab 1980 Stadtrat für Kultur und von April 1995 bis zum 31. August 2004 Bürgermeister. Er vertrat die ÖVP ab dem 1. Dezember 1992 als Nachfolger von Harald Wittig im Landtag, schied jedoch bereits nach der Landtagswahl in Niederösterreich 1993 per 7. Juni 1993 aus dem Landtag aus.

## Auszeichnungen
- Ehrennadel und Ehrenringe der Stadtgemeinde Raabs an der Thaya
- Goldenes Verdienstzeichen für Verdienste um den Niederösterreichischen Gemeindevertreterverband
- Träger des Goldenen Ehrenzeichens der ÖVP Niederösterreich
- Goldenes Ehrenzeichen für Verdienste um das Bundesland Niederösterreich (2004)

## Werke
- 900 Jahre Siedlungsraum - 50 Jahre Stadt Raabs an der Thaya. Stadtgemeinde Raabs a. d. Thaya, Raabs a. d. Thaya 1976